# 파워레인저

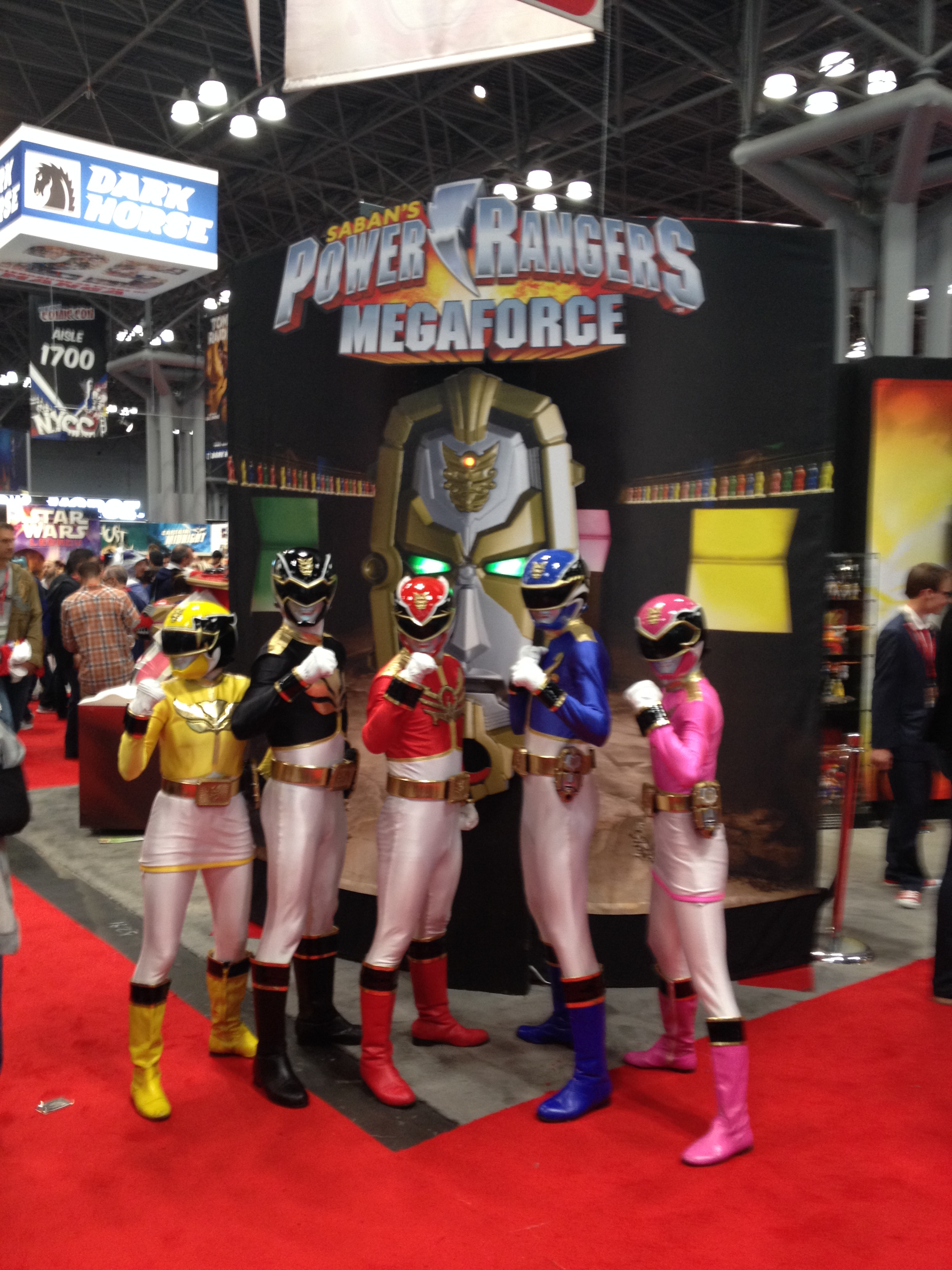

《파워레인저》(영어: Power Rangers)는 일본의 특수 촬영 드라마인 《슈퍼 전대 시리즈》를 미국에서 수입한 뒤 리메이크하여 현재까지 방영하고 있는 특수 촬영 드라마이다. 사반 엔터프라이즈가 제작하고 폭스 방송에서 1993년부터 방영했으며, 2002년 방송사가 폭스 방송에서 ABC로 옮겨졌다. 이와 동시에 사반 엔터프라이즈가 가지고 있던 판권을 월트 디즈니 컴퍼니가 2002년에 사들여서 2009년 12월까지 판권을 가지고 있었다가 2010년 1월에 다시 사반에게 매각하였다. 이듬해인 2011년 사반에게 재매각을 마침과 동시에 방송사를 ABC에서 니켈로디언으로 옮겼다. 첫 번째 작품은 《공룡전대 주레인저》를 리메이크하여 1993년 8월에 제작·방영한 《마이티 모핀 파워레인저》(Mighty Morphin Power Rangers)로, 대한민국에서는 1994년 1월 3일부터 5월 17일까지 《무적 파워레인저》라는 이름으로 KBS 2TV에서 방영되었다.

## 작품
| #  | 작품명                                                   | 영어제목                                                             | 원작                                                      | 방영시기                           | 방영화수                               | 국내방영명(방송사)                                                            |
| -- | -------------------------------------------------------- | -------------------------------------------------------------------- | --------------------------------------------------------- | ---------------------------------- | -------------------------------------- | ----------------------------------------------------------------------------- |
| 1  | 마이티 모핀 파워레인저 시즌1                             | Mighty Morphin Power Rangers 1st season                              | 공룡전대 주레인저                                         | 1993년 8월 28일 ~ 1994년 5월 23일  | 60화                                   | 무적 파워레인저(KBS (1994년 1월 3일 첫방송 ~ 5월 17일) 조기종영(1기, 총 40화) |
| 1  | 마이티 모핀 파워레인저 시즌2                             | Mighty Morphin Power Rangers 2nd season                              | 공룡전대 주레인저 오성전대 다이레인저                     | 1994년 7월 21일 ~ 1995년 5월 9일   | 52화                                   |                                                                               |
| 1  | 마이티 모핀 파워레인저 시즌3 마이티 모핀 에일리언 레인저 | Mighty Morphin Power Rangers 3rd season Mighty Morphin Alien Rangers | 공룡전대 주레인저 오성전대 다이레인저 닌자전대 카쿠레인저 | 1995년 9월 2일 ~ 1996년 2월 17일   | 43화 10화(마이티 모핀 에일리언 레인저) |                                                                               |
| 2  | 파워레인저 지오                                          | Power Rangers Zeo                                                    | 초력전대 오레인저                                         | 1996년 4월 20일 ~ 1996년 11월 23일 | 50화                                   | 지오레인저(SBS (1998년 12월 첫방송))                                          |
| 3  | 파워레인저 터보                                          | Power Rangers Turbo                                                  | 격주전대 카레인저                                         | 1997년 4월 19일 ~ 1997년 11월 24일 | 45화                                   |                                                                               |
| 4  | 파워레인저 인 스페이스                                   | Power Rangers in Space                                               | 전자전대 메가레인저                                       | 1998년 2월 6일 ~ 1998년 11월 21일  | 43화                                   | 메가레인저(SBS (1999년 11월 첫방송))                                          |
| 5  | 파워레인저 로스트 갤럭시                                 | Power Rangers Lost Galaxy                                            | 성수전대 긴가맨                                           | 1999년 2월 6일 ~ 1999년 12월 18일  | 45화                                   |                                                                               |
| 6  | 파워레인저 라이트스피드 레스큐                           | Power Rangers Lightspeed Rescue                                      | 구급전대 고고파이브                                       | 2000년 2월 12일 ~ 2000년 11월 18일 | 40화                                   | 파워레인저 레스큐(투니버스 (2004년 첫방송))                                   |
| 7  | 파워레인저 타임포스                                      | Power Rangers Time Force                                             | 미래전대 타임레인저                                       | 2001년 2월 3일 ~ 2001년 11월 17일  | 40화                                   |                                                                               |
| 8  | 파워레인저 와일드포스                                    | Power Rangers Wild Force                                             | 백수전대 가오레인저                                       | 2002년 2월 9일 ~ 2002년 11월 16일  | 40화                                   | 파워포스레인저(SBS, 어린이TV (2002년 첫방송))                                 |
| 9  | 파워레인저 닌자스톰                                      | Power Rangers Ninja Storm                                            | 인풍전대 허리케인저                                       | 2003년 2월 15일 ~ 2003년 11월 15일 | 38화                                   |                                                                               |
| 10 | 파워레인저 다이노썬더                                    | Power Rangers Dino Thunder                                           | 폭룡전대 아바레인저                                       | 2004년 2월 14일 ~ 2004년 11월 20일 | 38화                                   |                                                                               |
| 11 | 파워레인저 S.P.D. (Space Patrol Delta)                   | Power Rangers S.P.D. (Space Patrol Delta)                            | 특수전대 데카레인저                                       | 2005년 2월 5일 ~ 2005년 11월 14일  | 38화                                   |                                                                               |
| 12 | 파워레인저 미스틱포스                                    | Power Rangers Mystic Force                                           | 마법전대 마지렌쟈                                         | 2006년 2월 20일 ~ 2006년 11월 13일 | 32화                                   |                                                                               |
| 13 | 파워레인저 오퍼레이션 오버드라이브                       | Power Rangers Operation Overdrive                                    | 굉굉전대 보우켄저                                         | 2007년 2월 26일 ~ 2007년 11월 12일 | 32화                                   |                                                                               |
| 14 | 파워레인저 정글퓨리                                      | Power Rangers Jungle Fury                                            | 수권전대 게키레인저                                       | 2008년 2월 18일 ~ 2008년 11월 3일  | 32화                                   |                                                                               |
| 15 | 파워레인저 RPM (Racing Performance Machines)             | Power Rangers RPM (Racing Performance Machines)                      | 염신전대 고온저                                           | 2009년 3월 7일 ~ 2009년 12월 26일  | 32화                                   |                                                                               |
| -  | 마이티 모핀 파워레인저 (디지털 리마스터)                 | Mighty Morphin Power Rangers                                         | 공룡전대 주레인저                                         | 2010년 1월 2일 ~ 2010년 8월 28일   | 32화                                   |                                                                               |
| 16 | 파워레인저 사무라이 파워레인저 슈퍼 사무라이             | Power Rangers Samurai Power Rangers Super Samurai                    | 사무라이전대 신켄저                                       | 2011년 2월 7일 ~ 2012년 12월 8일   | 45화                                   |                                                                               |
| 17 | 파워레인저 메가포스 파워레인저 슈퍼 메가포스             | Power Rangers Megaforce Power Rangers Super Megaforce                | 천장전대 고세이저 해적전대 고카이저                       | 2013년 2월 2일 ~ 2014년 11월 22일  | 42화                                   |                                                                               |
| 18 | 파워레인저 다이노차지 파워레인저 다이노슈퍼차지          | Power Rangers Dino Charge Power Rangers Dino Super Charge            | 수전전대 쿄류저                                           | 2015년 2월 7일 ~ 2016년 12월 10일  | 44화                                   |                                                                               |
| 19 | 파워레인저 닌자스틸 파워레인저 슈퍼 닌자스틸             | Power Rangers Ninja Steel Power Rangers Super Ninja Steel            | 수리검전대 닌닌저                                         | 2017년 1월 21일 ~ 2018년 12월 1일  | 44화                                   |                                                                               |
| 20 | 파워레인저 비스트모퍼 파워레인저 비스트모퍼 시즌 2       | Power Rangers Beast Morphers Power Rangers Beast Morphers Season 2   | 특명전대 고버스터즈                                       | 2019년 3월 2일 ~ 2020년 12월 12일  | 44화                                   |                                                                               |
| 21 | 파워레인저 다이노퓨리 파워레인저 다이노퓨리 시즌 2       | Power Rangers Dino Fury Power Rangers Dino Fury Season 2             | 기사룡전대 류소저                                         | 2021년 2월 20일 ~ 2022년 9월 22일  | 44화                                   |                                                                               |
| 22 | 파워레인저 코스믹퓨리                                    | Power Rangers Cosmic Fury                                            | 기사룡전대 류소저 우주전대 큐레인저                       | 2023년 8월 29일 ~ 현재             |                                        |                                                                               |

## 같이 보기
- 미디어 프랜차이즈 수익순 목록